# Aerlesche Peel
De Aerlesche Peel is een Peelontginning die zich bevindt ten noorden van De Rips in Noord-Brabant.
Het is een grootschalig trapeziumvormig gebied van enkele honderden hectare dat voor een groot deel agrarisch in gebruik is. De Jan Berendweg en de Jan Berenthoeve herinneren nog aan Jan-Berend Roelvink, de broer van Adam Roelvink die eveneens een Peelontginner was en onder meer het nabijgelegen landgoed Bunthorst heeft gesticht, waar de wegenstructuur naadloos in overgaat. Het gebied is op het eind van de 19e eeuw ontgonnen en bestond voordien uit hoogveenmoeras.
Binnen dit gebied heeft het Brabants Landschap bos- en landbouwgebieden aangekocht van omstreeks 100 ha. Deze zullen worden omgevormd tot een meer natuurlijk terrein.
Het gebied Aerlesche Peel wordt in het zuiden begrensd door het Beestenveld, in het westen door de buurtschap Vossenberg en landgoed De Krim, in het noorden door landgoed de Bunthorst en in het oosten door de Vinkenpeel.